# Walter Kohn
Walter Samuel Gerst Kohn (9 tháng 3 năm 1923 – 19 tháng 4 năm 2016) là nhà hóa học người Mỹ gốc Áo. Ông cùng với John Pople giành Giải Nobel Hóa học năm 1998. Công trình giúp ông đoạt giải nhờ nghiên cứu và phát triển lý thuyết phiếm hàm mật độ. Ông đã cùng với Pierre Hohenberg phát triển Định lý Hohenberg-Kohn có liên quan đến lý thuyết trên. Ngoài ra, Kohn còn đơn giản hóa các mô hình toán học thể hiện sự liên kết giữa các nguyên tử. Lý thuyết phiếm hàm mật độ dựa trên khuôn khổ của các hiệu ứng cơ học lượng tử đối với mật độ điện tử (hơn là thông qua hàm sóng đa đối tượng). Phương pháp tính đơn giản hóa này đem lại nhiều hệ quả bất ngờ và trở thành công cụ chính cho các lãnh vực cấu trúc điện tử trong vật liệu, nguyên tử và phân tử.